# Альрауне (фільм, 1952)
«Альрау́не» (нім. Alraune) — німецький (ФРН) науково-фантастичний фільм жахів 1952 року, поставлений режисером Артуром Марією Рабенальтом за романом Ганса Гайнца Еверса 1911 року «Альрауне. Історія однієї живої істоти».

## Сюжет
Професор-генетик Якоб тен Брінкен (Еріх фон Штрогейм), наслідуючи якісь містичні течії, штучно запліднює повію сім'ям маніяка, що вбив двох людей, та проводить ще якісь заборонені досліди. У результаті на світ з'являється дівчинка, яку він віддає в монастир на виховання. Проходять роки, дівчинка перетворюється на дівчину Альрауне (Гільдеґард Кнеф) і втікає з цього місця назад у батьківський будинок.
Черниці намагаються донести до Якоба, що ця дівчина якась дивна і робить погано впливає на оточуючих. Відтоді по містечку ходять чутки, що вона приносить нещастя. З часом в Альрауне зав'язується роман з племінником професора Франком Брауном (Карлгайнц Бем), який збирається до Парижа. Але батько дівчини проти їхніх стосунків. Він розповідає Франкові правду про його кохану, після чого той, нічого їй не сказавши, залишає ці місця. З часом усі люди, які починають спілкуватися з Альрауне, гинуть дуже дивними смертями. З одного боку ці смерті не мають ніякого відношення до дівчини, а з іншого — вона є непрямою їхньою причиною. Також Альрауне вказала батькові, де знаходиться джерело мінеральної води, яке зробить його багатим, але в майбутньому це стане початком краху та занепаду його роду.

## У ролях
| • Гільдеґард Кнеф   | … | Альрауне                  |
| • Еріх фон Штрогейм | … | професор Якоб тен Брінкен |
| • Карлгайнц Бем     | … | Франк Браун               |
| • Гаррі Майєн       | … | граф Герллінґен           |
| • Рольф Геннігер    | … | Вольф Ґотрам              |
| • Гаррі Гальм       | … | доктор Мон                |
| • Ганс Коссі        | … | Матьє, кучер              |
| • Ґарді Бромбахер   | … | Лізбет, покоївка          |
| • Труде Естерберг   | … | принцеса Волконська       |
| • Юлія Кошка        | … | Ольга Волконська          |
| • Деніза Вернак     | … | мадемуазель Дювальє       |

## Знімальна група
- Автор сценарію — Курт Гойзер за романом «Альрауне. Історія однієї живої істоти» Ганса Гайнца Еверса (1911)
- Режисер-постановник — Артур Марія Рабенальт
- Продюсер — Гюнтер Штапенгерст
- Оператор — Фридль Бен-Ґрунд
- Композитор — Вернер Р. Гейманн
- Монтаж — Доріс Зелтманн
- Художник-декоратор — Роберт Ґерлт
- Художник по костюмах — Герберт Плоберґер
- Звук — Гайнц Терворт